# Ghosthunters - Gli acchiappafantasmi
Ghosthunters - Gli acchiappafantasmi (Gespensterjäger - Auf eisiger Spur) è un film del 2015 diretto da Tobi Baumann, basato sul romanzo per ragazzi Gespensterjäger auf eisiger Spur ("Cacciatori di fantasmi sulla pista ghiacciata") dell'autrice tedesca Cornelia Funke.

## Trama
Nel XIX secolo, lo studioso degli spiriti Olgen Fjorsen scrive un testo per mettere in guardia l'umanità da un "demone del ghiaccio", che potrebbe avvolgere il mondo in una nuova glaciazione.
Oltre centocinquant'anni dopo, la sua casa è ritenuta stregata; i ragazzi del posto ci si avvicinano per giocare, ma non osano entrarvi. 
Chi ha paura di scendere anche nella cantina della propria casa è Tom Thompson, un ragazzino canzonato dalla sorella adolescente Lola, secondo la quale avrebbe dei problemi psicologici. In effetti, Tom, sceso a prendere una bottiglia di vino per suo padre, v'incontra un fantasma fatto di una sostanza verde molliccia.
Intanto, in un sotterraneo, due acchiappafantasmi (Smith e Cuminella) cercano d'imprigionare uno spettro di grande potenza; Cuminella però colpisce per errore il suo collega con la sua arma, riducendolo alle dimensioni di un lillipuziano, e per questo viene licenziata dal Servizio Segreto Acchiappafantasmi (CGI, Central Ghost Agency) per il quale lavora.
Tom parla con la sua vicina di casa, la signora Kubichek, accennandole al fantasma. Questa non solo gli conferma che esiste un fantasma verde, ma gli racconta anche di essere stata perseguitata dallo spirito del defunto marito, e che aveva risolto il problema grazie ad un'acchiappafantasmi di nome Cuminella. Tom contatta quest'ultima, che però si limita a dare al ragazzo un manuale perché se la sbrighi da solo.
I genitori e la sorella di Tom escono, e quest'ultimo resta solo in casa. Il fantasma verde si palesa ancora, stavolta nel salotto. Tom cerca di combatterlo con quanto trova scritto nel libro e riesce a colpirlo utilizzando del succo d'arancia, ma se ne pente quando il fantasma, prima di sciogliersi completamente, gli dice che voleva solo essere suo amico. Rientrando, i Thompson lo redarguiscono per aver devastato la cucina e Tom se ne va a letto in lacrime.
Il giorno dopo il fantasma (che si fa chiamare Ghosty) ha ripreso la sua forma.  Spiega che è stato scacciato dal maniero che infestava da uno "spettro dei ghiacci"; se non riuscirà a tornarvi entro il successivo plenilunio sprofonderà nell'oltretomba. Tom contatta di nuovo Cuminella, che si persuade a fare un sopralluogo alla vecchia casa di Ghosty. Vi ritorna con Tom e il fantasma; aprendo le porte libera il potere dello spettro del ghiaccio e i tre devono fuggire. Cuminella conduce il ragazzino e il fantasma alla sede della CGI, ma la sua superiore Hopkins non crede alla storia del demone del ghiaccio. Deve quindi procedere da sola senza l'appoggio dell'organizzazione; per giustificare ai genitori di Tom il fatto di doverlo portare con sé si presenta loro come una psicologa. Cuminella insegna a Tom a guidare la sua auto e a usare il suo equipaggiamento. Cercano poi in biblioteca un'edizione del libro scritto da Olgen Fjorsen per sapere come combattere il demone del ghiaccio. Per preparargli una trappola prelevano da un cimitero della terra consacrata che contenga degli spiritelli benevoli; all'uscita incontrano Smith, ritornato alle dimensioni normali, assieme ad altri agenti della CGI, che bloccano Cuminella per aver agito senza autorizzazione e imprigionano Ghosty.
Ritornato a casa, Tom è molto abbattuto; Ghosty, alla sede della CGI, è interrogato da Smith, che vorrebbe prendersi il merito della sconfitta del demone del ghiaccio, che sta iniziando a congelare l'intera città. Tom cerca di convincere Cuminella a liberare Ghosty; la donna, dopo una certa titubanza, accetta. I due tolgono il fantasma dalla gabbia dov'era rinchiuso e stanno per dirigersi alla sua casa, ma lo spettro del ghiaccio è già arrivato alla CGI. Una nebbia e una parete di ghiaccio dividono Tom dai suoi amici. Il ragazzino incontra la Hopkins ed è poi raggiunto da Ghosty e Cuminella, la quale gli intima di non partecipare alle fasi successive dell'operazione perché troppo pericolose. Tom resta quindi con la Hopkins, di cui conquista la fiducia, ma Cuminella e Ghosty si trovano in difficoltà. Il demone parla a Cuminella con la voce di Tom attirandola in un abbraccio mortale. Tom, che scartabellando il libro ha scoperto che solo una grossa fonte di calore può debellare il demone, comprende che l'arma decisiva possa essere il calore proveniente dall'amicizia. Si avventura verso il demone impugnando un'arma e, grazie al contatto mentale che ha stabilito con Cuminella, lo riduce a un cubetto di ghiaccio.
La Hopkins reintegra Cuminella e rimpicciolisce di nuovo Smith che, appena rientrato alla base, voleva prendersi tutto il merito. Cuminella e Tom riportano a casa Ghosty, che recupera le sue energie ed evita all'ultimo momento di sprofondare nell'oltretomba.

## Produzione
Il film fu girato in inglese e successivamente doppiato in tedesco.
Il film costituì una coproduzione tra la Lucky Bird Pictures di Monaco di Baviera, la Lotus Film di Vienna e la Ripple World Pictures di Dublino. Godette di finanziamenti da parte di vari fondi pubblici per il cinema tedeschi (Filmförderungsanstalt, Film- und Medienstiftung NRW, FilmFernsehFonds Bayern, Deutschen Filmförderfonds) e austriaci (Filmfonds Wien e Österreichisches Filminstitut).

## Accoglienza

### Critica
Il sito Filmdienst.de definisce il film "un adattamento allestito con cura e spiegamento di mezzi", che si distingue grazie al "buon fiuto per la velocità e il ritmo, così come per la comicità e per il valore". Nonostante "i temi abbastanza convenzionali, il film risulterebbe piacevole allo stesso modo per bambini e adulti". Il sito kino.de ha dichiarato che Anke Engelke "ha dato un'interpretazione da vera caratterista", e che il giovane interprete Milo Parker "è un attore di grande talento". Vengono lodati anche il piano di produzione e gli effetti speciali. L'interpretazione del fantasmino Ghosty è "tra le cose migliori mai viste in una produzione tedesca".
La critica di lingua inglese è stata meno benevola. Il film ha un'approvazione del 13% su Rotten Tomatoes sulla base di 8 recensioni.  Tara Brady di The Irish Times ha dato al film due stelle su cinque, stesso punteggio attribuito da Mike McCahill di The Guardian.